# Histoire d'une Grecque moderne

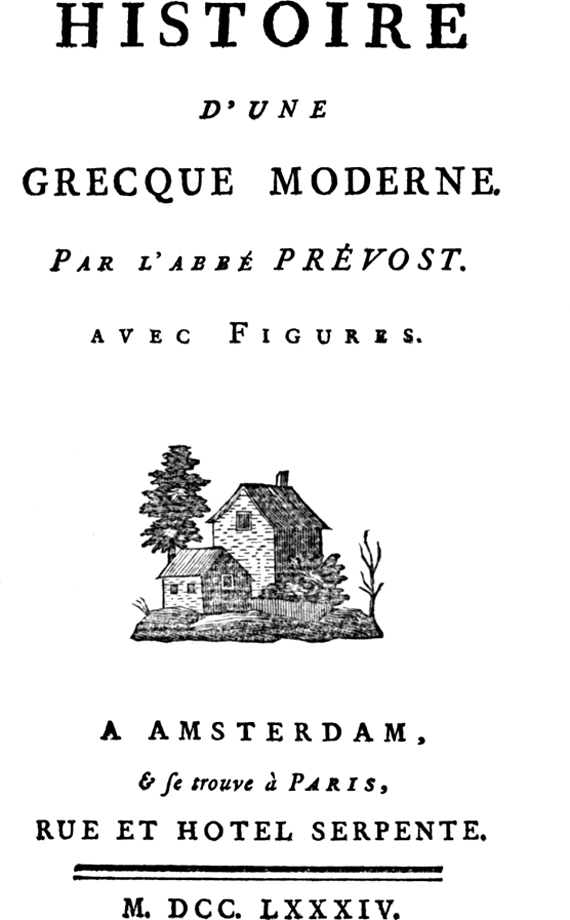
Ấn bản Amsterdam năm 1784.

Histoire d'une Grecque moderne (Truyện của một cô gái Hy Lạp hiện đại ) là tiểu thuyết tiếng Pháp được viết bởi Abbé Prévost, được xuất bản ở Amsterdam vào năm 1740 bởi François Desbordes. 

## Cốt truyện
Truyện được viết với người kể là một cựu đại sứ Pháp ở Constantinople gặp đoàn thê thiếp (harem) của pasha Chériber. Trong số đó, có một người cô gái tên Zara 17 tuổi, đã khiến ông có cảm tình. Trong hậu cung, cô đã cầu xin ông giải thoát cho cô bằng lá thư, và được giải thoát. Cô sau này được đổi tên thành Théophé; ông đại sứ bắt đầu quyến rũ và mỉa mai về cuộc sống dâm dục trước kia, nhưng cô chỉ chú tâm học tập và trở nên tốt hơn. Điều đó đã làm ông không vui và trở nên đau đớn nhưng vẫn tin rằng cô sẽ tin ông.

## Nhận xét
Tiểu thuyết đã thành công khi được xuất bản. Có khả năng Prévost đã lấy ý tưởng cho truyện của mình từ câu chuyện về Charlotte Aïssé, con gái của một tù trưởng người Circassian được Bá tước Ferriol, đại sứ Pháp tại Constantinople, đưa đến Paris.
Truyện được so sánh với Manon Lescaut, cùng một chủ đề về tình yêu của hai người một cách vô thức và điên cuồng. Truyện cũng sử dụng ngôi kể thứ nhất thành một trong những yếu tố gây tác động nhất trong truyện. Cả hai tiểu thuyết đều là những bi kịch không lời vì nhân tính của người yêu vẫn mãi mãi không thể thay đổi, đối với cả Chevalier Des Grieux trong Manon Lescaut và đối với ông đại sứ trong Grecque moderne. Từ lòng vị tha, ông đại sứ đã trở nên mê cuồng, "bạo lực" trong tình yêu dành cho cô gái - một người đã thay đổi nhân cách và có tri thức, nhưng vẫn chân thành và tôn trọng với ông.